# Marienberg
Marienberg – miasto w Niemczech, w kraju związkowym Saksonia, w okręgu administracyjnym Chemnitz, w powiecie Erzgebirgskreis. Do 31 grudnia 2011 siedziba wspólnoty administracyjnej Marienberg, która dzień później została rozwiązana.
1 stycznia 2012 do miasta przyłączono gminę Pobershau, a 31 grudnia miasto Zöblitz. Obie gminy stały się automatycznie dzielnicami miasta.

## Współpraca
- Bad Marienberg (Westerwald), Nadrenia-Palatynat
- Dorog, Węgry
- Lingen (Ems), Dolna Saksonia
- Most, Czechy

## Bibliografia

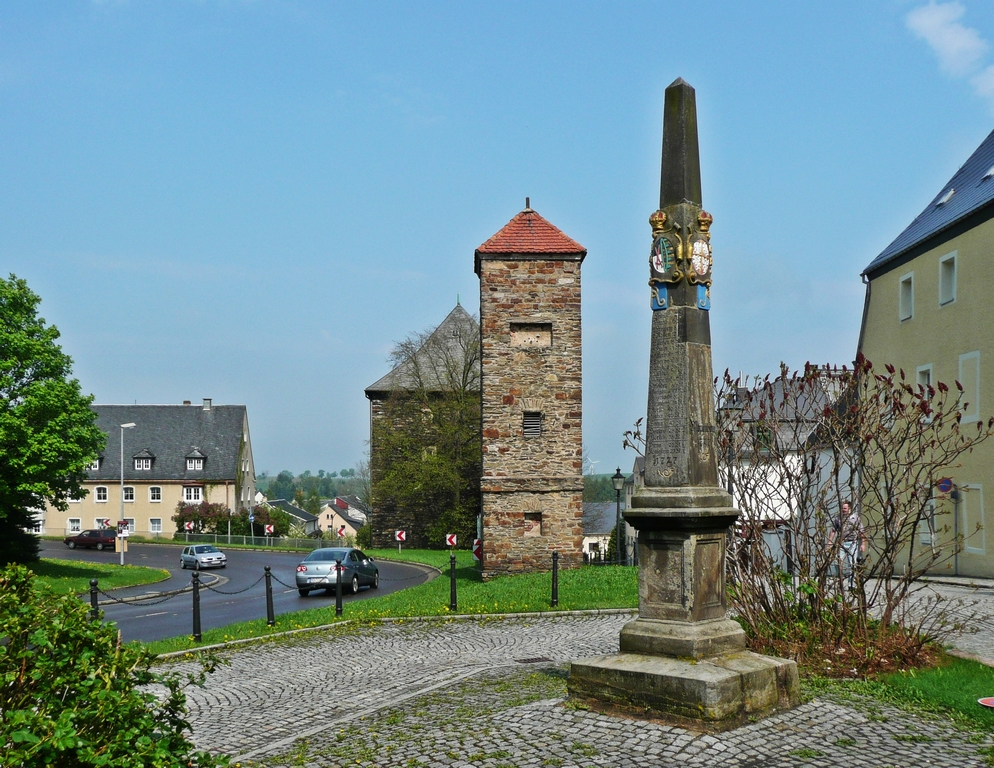
Słup dystansowy poczty polsko-saskiej z 1727 roku